# Comunitat de comunes de l'Outre-Forêt
La Comunitat de comunes de l'Outre-Forêt (oficialment: Communauté de communes de l'Outre-Forêt) és una Comunitat de comunes del departament del Baix Rin, a la regió del Gran Est.
Creada al 2014, està formada 13 municipis i la seu es troba a Soultz-sous-Forêts.

## Municipis
1. Aschbach
2. Betschdorf
3. Hatten
4. Hoffen
5. Keffenach
6. Memmelshoffen
7. Oberrœdern
8. Retschwiller
9. Rittershoffen
10. Schœnenbourg
11. Soultz-sous-Forêts
12. Stundwiller
13. Surbourg